# 薩普耶斯
薩普耶斯是哥倫比亞的城鎮，位於該國西南部，由納里尼奧省負責管轄，始建於1543年，面積118平方公里，海拔高度3,179米，2005年人口7,369，人口密度每平方公里62.45人。
1°02′00″N 77°36′00″W / 1.03333°N 77.6°W